# Verband binationaler Familien und Partnerschaften

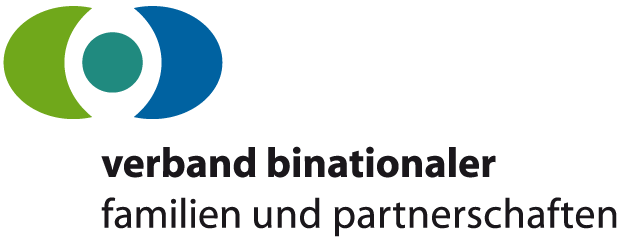
Logo Verband binationaler Familien und Partnerschaften

Der Verband binationaler Familien und Partnerschaften, iaf e. V. arbeitet bundesweit an den Schnittstellen von Familien-, Migrations-, Bildungs- und Antidiskriminierungspolitik. Der Verband ist auf Bundes-, Länder- und zugleich auf kommunaler Ebene die einzige Interessensvertretung binationaler, migrantischer und transnationaler Familien und Paare.

## Geschichte
Der Verband wurde 1972 als Interessengemeinschaft der mit Ausländern verheirateten Frauen (iaf) von Rosi Wolf-Almanasreh gegründet. Motivation für die Vereinsgründung war das Attentat bei den Olympischen Spielen 1972. Deutsch-palästinensische Familien hatten in der Folge einen schweren Stand. Der Verein wurde 1975 in das Vereinsregister eingetragen und 1997 in Verband binationaler Familien und Partnerschaften, iaf e. V. umbenannt.

## Aktivitäten
Der Verband engagiert sich diskriminierungs- und rassismuskritisch für die Grund- und Menschenrechte aller hier lebenden Familien und Paare. Unabhängig von Herkunft, sexueller Orientierung oder Religion. Die Bundesgeschäftsstelle des Verbandes befindet sich in Frankfurt am Main. Bundesweit gibt es 8 hauptamtliche Geschäfts- und Beratungsstellen sowie 14 ehrenamtliche Kontaktstellen. Darüber hinaus gibt es bundesweit regelmäßige Treffen und Workshops für Eltern Schwarzer Kinder, zur Mehrsprachigkeit, zu antimuslimischem Rassismus oder zum Selbstermächtigung für Jung und Alt.
In folgenden Bereichen ist der Verband tätig:
- Diskriminierungs- und rassismuskritische Familienberatung und -mediation
- Allgemeine Beratung bei Fragen zum Familien- und Ausländerrecht und zu Migration, Antidiskriminierung und zur Mehrsprachigkeit
- Veranstaltungen, Workshops, Seminaren und Fortbildungen zu den Themen des Verbandes
- Herausgabe von einer verbandseigenen Zeitschrift sowie von Buch- und Broschürenpublikationen
- Stellungnahmen zu Gesetzesvorhaben

## Mitgliedschaften
Der Verband ist Mitglied bei der Arbeitsgemeinschaft der deutschen Familienorganisationen, im Verband Der Paritätische, im Verband deutscher bildungsserver, im Deutschen Frauenrat, im familiennetz Bremen.